# Washburn (Missouri)
Washburn – miasto w Stanach Zjednoczonych, w stanie Missouri, w hrabstwie Barry.